# Sompuis
Sompuis é uma comuna francesa na região administrativa do Grande Leste, no departamento de Marne. Estende-se por uma área de 43.82 km², e possui 281 habitantes, segundo o censo de 2018, com uma densidade de 6.4 hab/km².